# Gare de Lauris
La gare de Lauris est une ancienne gare ferroviaire française de la ligne de Cheval-Blanc à Pertuis située sur le territoire de la commune de Lauris, dans le département du Vaucluse, en région Provence-Alpes-Côte d'Azur.
Elle est mise en service en 1872 par la Compagnie des chemins de fer de Paris à Lyon et à la Méditerranée (PLM) et fermée au trafic voyageurs en 1940 par la Société nationale des chemins de fer français (SNCF).

## Situation ferroviaire
Établie à 141,3 mètres d'altitude, la gare de Lauris est située au point kilométrique (PK) 59,490 de la ligne de Cheval-Blanc à Pertuis, entre les gares de Puget et de Cadenet.

## Histoire

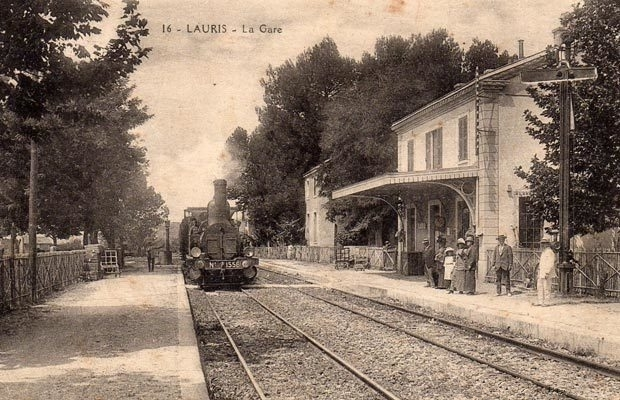
La gare vers 1910

La gare de Lauris est mise en service le 25 novembre 1872 par la Compagnie des chemins de fer de Paris à Lyon et à la Méditerranée, un an après l'ouverture à l'exploitation de la ligne.
La gare est fermée au trafic voyageurs le 22 mai 1940 bien que des trains de voyageurs ont continué à y passer jusqu'au 4 juillet 1971.
Bien que la gare soit fermée au service marchandises, un train de marchandises circule quotidiennement sur la ligne.

## Patrimoine ferroviaire
La voie d'évitement aurait été déposée dans les années 1950, la maison de garde barrière située à l'ouest de la gare à été détruite dans les années 1970. Les voies de débord aurait été enlevées en 1990, le château d'eau, le quai et son abri ont été détruites vers 1997.
En 2025, le bâtiment voyageurs existe toujours et est reconverti en boulangerie.